# Physochlaina physaloides
Physochlaina physaloides ist eine Pflanzenart aus der Gattung der Physochlaina in der Familie der Nachtschattengewächse (Solanaceae). Die Art kommt in Asien vor.

## Beschreibung
Physochlaina physaloides ist eine ausdauernde Pflanze. Sie bildet einen fast kriechenden, aufsteigenden Wurzelstock, der einen Durchmesser von 0,8 cm erreichen kann. Die wenigen Stängel wachsen aufrecht, die Pflanze verzweigt durch Seitentriebe, die aus den Blattachseln wachsen. Im unteren Bereich sind die Pflanzen unbehaart, im oberen Bereich sind sie mit gewinkelten Trichomen wollig behaart. An den Blütenstandsstielen und den Blütenkelchen ist die Behaarung nochmals dichter. Die Basis der Pflanze ist mit schuppigen Blättern besetzt, die zur Blütezeit abfallen. Die Laubblätter sind ganzrandig oder breit gewellt, die Blattspreite ist eiförmig oder herzförmig und nach vorn kurz zugespitzt. Sie erreicht eine Länge von 1,5 bis 7 cm und eine Breite von 1 bis 6 cm. Die Basis ist stark verjüngt und geht in einen dreieckigen Blattstiel über, der nahezu genauso lang ist wie die Blattspreite.
Die Blütenstände stehen endständig und bilden unbelaubte, traubenförmige Gruppen, die an kurzen Blütenstandsstielen stehen. Der Kelch ist wollig behaart, zur Blütezeit 6 bis 8 mm lang und 2,5 bis 3 cm breit. An der Frucht vergrößert er sich, wird häutig, breit eiförmig bis nahezu kugelförmig und weist eine netzartige Aderung auf, die zehn längsgerichte Adern besitzt. Der Kelchschlund und die Kelchzähne vergrößern sich an der Frucht nicht. Die Krone ist zwei- bis dreimal so lang wie der Kelch. Sie ist violett gefärbt, trichterförmig und mit einem breiten, fast glockenförmigen, fünflappigen Kronsaum versehen. Die Innenseite der Kronröhre ist behaart. Die Staubfäden sind unbehaart und etwas kürzer als die Krone.
Die Frucht ist eine kugelförmige Kapsel, die einen Durchmesser von 1 cm erreicht und einen kleinen, flachen Deckel besitzt. Die Samen sind hellgelb, gepunktet und kugelförmig-nierenförmig, die Keimwurzel ist angeschwollen. Die Samen erreichen einen Durchmesser von etwa 2,5 mm.

## Standorte und Verbreitung
Die Standorte von Physochlaina physaloides liegen an offenen, steinigen Hängen von Bergen, an Schlammvulkanen in Steppen und auf Felsen. Das Verbreitungsgebiet umfasst West- und Ostsibirien, Zentralasien, den russischen Fernen Osten, die Mongolei, Japan und China.